# NGC 604
NGC 604 ist ein H-II-Gebiet in der Galaxie Messier 33 im Sternbild Dreieck am nördlichen Fixsternhimmel. Es hat eine Winkelausdehnung von etwa 1,95′ × 1,95′ und wurde am 11. September 1784 vom deutsch-britischen Astronomen Wilhelm Herschel entdeckt. Die Bezeichnung ergibt sich aus dem Eintrag des Objektes in dem in den 1880er Jahren zusammengestellten New General Catalogue. NGC 604 ist eines der größten bekannten H-II-Gebiete.
NGC 604 liegt in einem Spiralarm der Galaxie M33, die auch als „Dreiecksnebel“ bekannt ist. Mit einer Entfernung von 2,8 Millionen Lichtjahren ist uns M33 verhältnismäßig nahe; sie ist ein Mitglied der Lokalen Gruppe, der auch unsere Milchstraße angehört. M33 enthält noch weitere H-II-Regionen, etwa NGC 595 und NGC 592.
NGC 604 ist eines der größten Sternentstehungsgebiete, das Astronomen in unseren direkten Nachbargalaxien gefunden haben. Das Gebiet hat eine Ausdehnung von rund 1300 Lichtjahren und enthält mehr als 200 junge und sehr heiße Sterne (der hohen Temperatur entsprechend bläulich gefärbt), die erst binnen der letzten drei Millionen Jahre entstanden sind. Spektralanalysen legen außerdem nahe, dass die Region ungefähr so viele aktive, massereiche Wolf-Rayet-Sterne wie blaue Sterne enthält. Rund 50 davon haben sich während einer einzigen Phase gesteigerter Sternentstehung vor rund 4 Millionen Jahren gebildet.
Das interstellare Medium in NGC 604 weist komplexe Blasenstrukturen und Filamente auf. Nach heutigem Wissen sind diese Strukturen einerseits durch den starken Sternwind der jungen, heißen Sterne, andererseits durch Supernova-Explosionen entstanden.

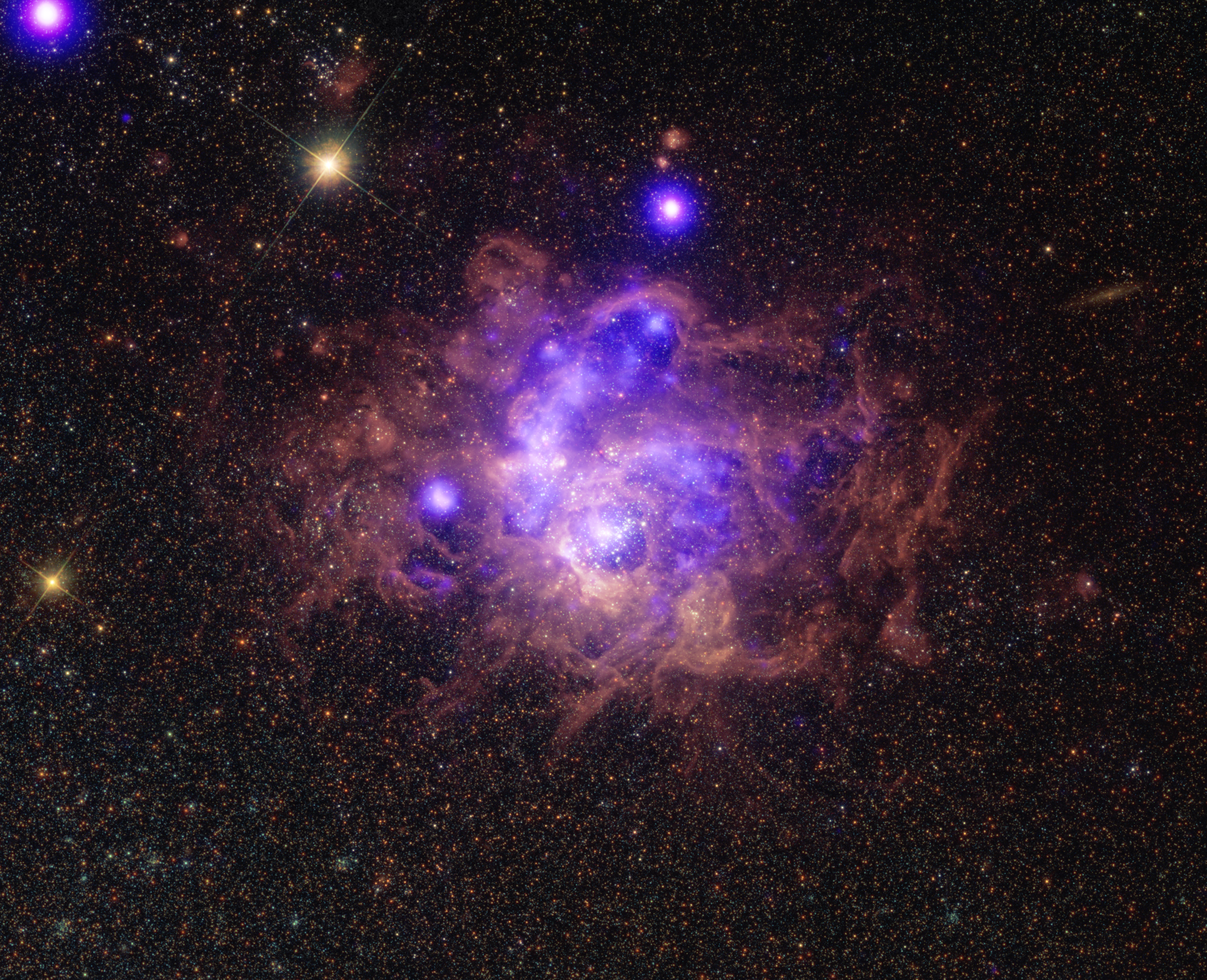
Aufnahmen der Röntgenstrahlung mithilfe des Chandra-Weltraumteleskops und des Ultravioletts bis Infrarots mithilfe des Hubble-Teleskops
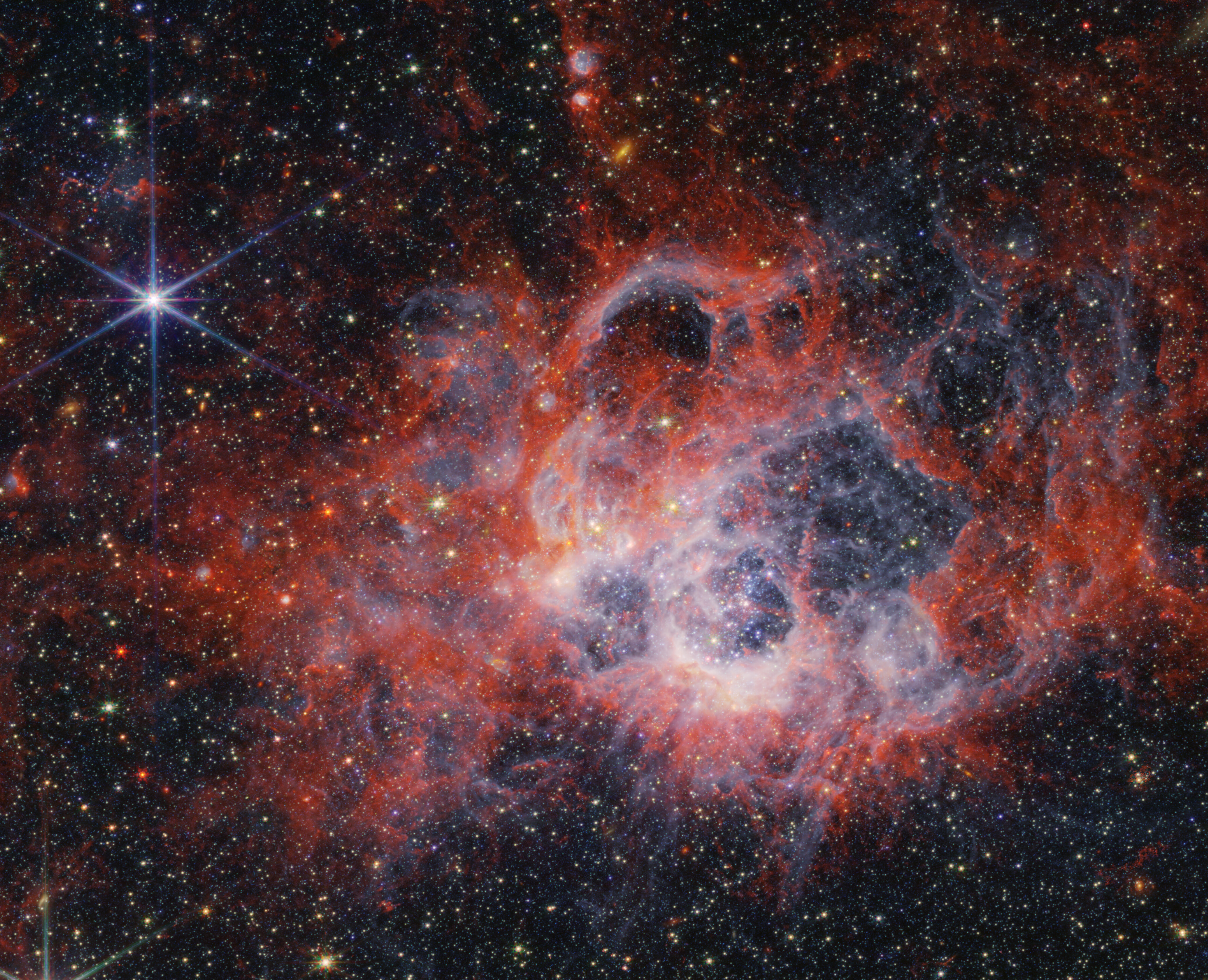
Aufnahme im nahen Infrarot mithilfe des James Webb-Weltraumteleskops
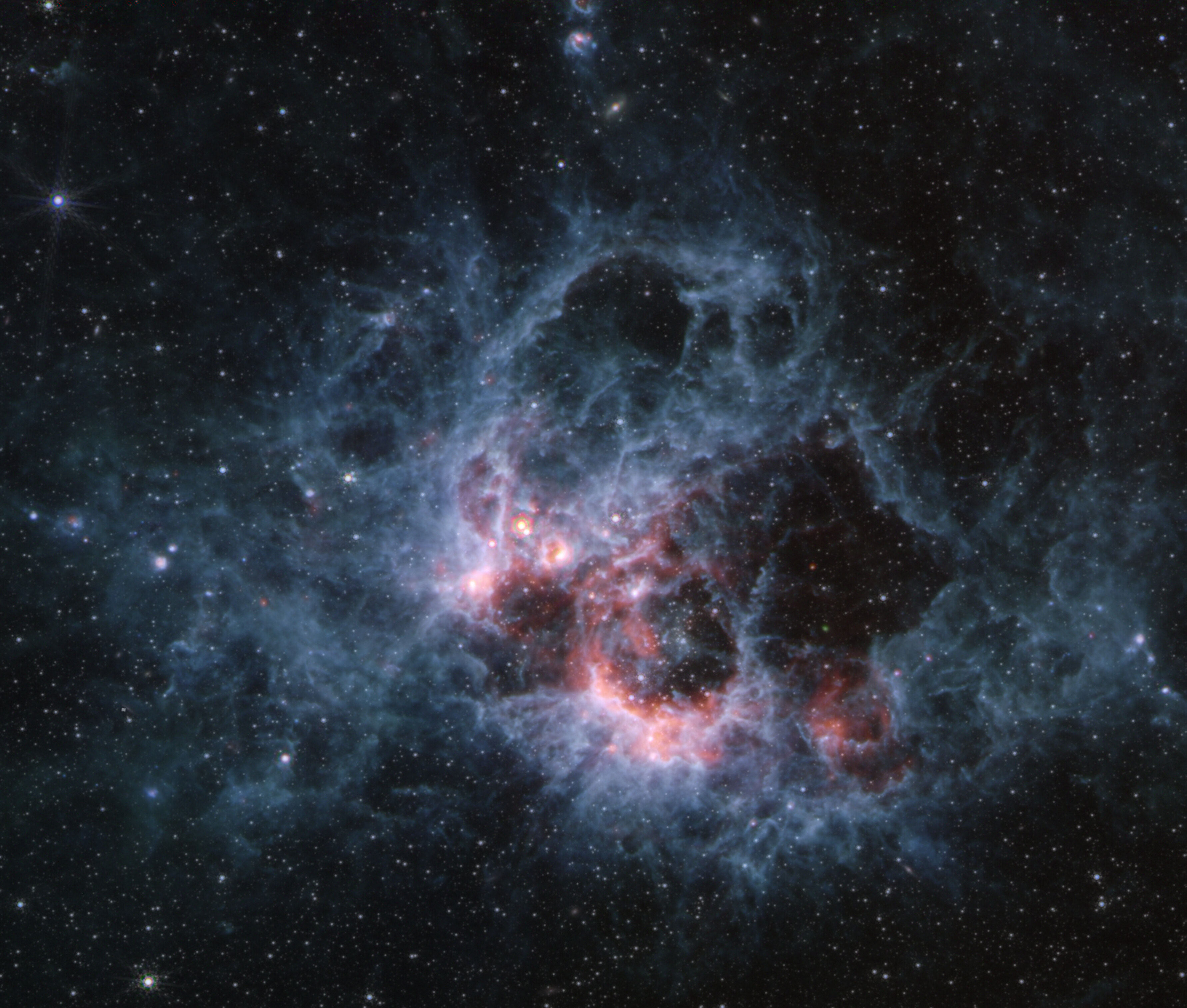
Aufnahme im mittleren Infrarot mithilfe des James Webb-Weltraumteleskops